# Al sud de Pago Pago
Al sud de Pago Pago (títol original: South of Pago Pago) és una pel·lícula d'aventures estatunidenca de 1940 dirigida per Alfred E. Green i protagonitzada per Victor McLaglen, Jon Hall i Frances Farmer. Està doblada al català.

## Argument
El 1875 un grup d'aventurers es reuneix a Singapur per buscar perles a les illes del Pacífic: el capità del vaixell Bucko Larson, el seu primer oficial Williams, Peg Legged Foster i la noia aventurera Ruby Taylor. Els guia un mariner portuguès, Manuel Ferro, que coneix els llits de perles verges a l'illa de Manoa, "al sud de Pago Pago". A l'arribar a l'illa, en Ferro vol més del seu terç acordat, i en Bucko se'n desfà.
Repartint regals, l'amable Bucko recluta els bussejadors nadius per obtenir perles. Quan no hi ha moltes perles adequades a les aigües poc profundes, en Bucko dirigeix els bussejadors a aigües perilloses que causen la mort i lesions greus a causa de la descompressió. Ha tingut un èxit inicial a l'hora d'aconseguir que continuïn amb el busseig proporcionant-los més regals i begudes alcohòliques, però Kehane, el fill del cap, posa un tabú a qualsevol busseig més profund.
Conscient que en Kehane desitja la Ruby, en Bucko la manipula perquè es casi amb el noi. Després d'abandonar l'illa en la seva lluna de mel, en Bucko, decidit a obtenir més beneficis, obliga els bussejadors, a punta de pistola, a treballar més perillosament. La Ruby s'enamora de veritat de Kehane i té una crisi de consciència.

## Repartiment
- Victor McLaglen com Bucko Larson
- Jon Hall com Kehane
- Frances Farmer com Ruby Taylor
- Olympe Bradna com Malia
- Gene Lockhart com Lindsay
- Douglas Dumbrille com Williams
- Francis Ford com Peg Legged Foster
- Ben Welden com Grimes
- Abner Biberman com Ferro
- Pedro de Cordoba com Cap
- Rudy Robles com Luna
- James Flavin com client del cafè
- James B. Leong com cambrer
- Harry Woods com Black Mike Rafferty
- Ray Mala com nadiu
- Al Kikume com sacerdot

## Producció

### Desenvolupament
El productor Edward Small va anunciar el projecte l'any 1938 amb els protagonistes Jon Hall i Sigrid Gurie, tots dos agafats en préstec a Sam Goldwyn. Small tenia un acord amb United Artists. Howard Emmett Rogers estava treballant en el guió. L'agost de 1938, Small va enviar una unitat sota la direcció de John Burch per filmar una segona unitat a la Samoa Americana.
El març de 1939, Small va anunciar la pel·lícula com a part del seu programa de set pel·lícules de 5 milions de dòlars per a 1939–40. (Les altres pel·lícules serien Kit Carson, Two Years Before the Mast, Valentino, Quantrill, Fill meu! i Food of the Gods. Small acabaria fent només algunes d'aquestes. Durant un temps va semblar Clayton Moore podria ser agafat en lloc de Hall. El rodatge havia de començar l'1 de setembre de 1939. Tom Neal i Diane Lewis es van unir al repartiment. El rodatge es va ajornar al 15 de setembre perquè Small pogués agafar en préstec el director Charles Vidor de Columbia.
Finalment, Small va decidir posar Vidor a Fill meu! sentint que s'adaptava més a això.
El febrer de 1940, Victor McLaglen va signar com a coprotagonista al costat de Clayton Moore i Alfred L. Werker va ser signat per dirigir. Moore no va aparèixer a la pel·lícula final. Small va prendre cedida Frances Farmer per interpretar la protagonista femenina; Farmer s'havia barallat amb Paramount pels papers i es va informar que aquesta seria la seva darrera pel·lícula amb el seu contracte amb Paramount.
Es va parlar de Rita Hayworth pel paper de la noia nativa principal. Olympe Bradne va acabar interpretant-la.

### Rodatge
El rodatge finalment va començar el 26 de març de 1940. Les ubicacions inclouen l'illa de Balboa, amb escenes submarines rodades a Santa Catalina. El 3 d'abril es va informar que Werker s'havia "retirat com a director" després d'una "disputa pel guió". Va ser substituït per Alfred E. Green. Green havia dirigit Farmer a la seva darrera pel·lícula, Ride a Crooked Mile i la va descriure com una "noia diferent" en aquesta.
Després de la finalització de la pel·lícula, Hall va entrar immediatament a Kit Carson per a Small.

## Recepció
Les crítiques van ser pobres. Theodore Strauss de The New York Times la va classificar com una de les pitjors pel·lícules de l'any.